# Josef Kohler
Pour les articles homonymes, voir Kohler.
Josef Kohler, né le 9 mars 1849 à Offenbourg (grand-duché de Bade) et mort le 3 août 1919 à Charlottenbourg (Berlin), est un juriste allemand.

## Biographie
Josef Kohler étudie aux gymnases d'Offenbourg et de Rastatt puis poursuit ses études aux universités de Fribourg et de Heidelberg. Il est reçu docteur en droit en 1873 et est nommé juge à Mannheim en 1874. Il est professeur à Wurtzbourg (1878-1888) puis à l'université Humboldt de Berlin (1888-1919). Ses cours portaient notamment sur le droit privé et des affaires, le droit pénal ainsi que la philosophie du droit.
Josef Kohler s'est beaucoup préoccupé de la notion du droit d'auteur et il a utilisé pour la première fois le terme — toujours utilisé aujourd'hui — de bien immatériel.
Grâce à ses nombreuses contributions dans la Zeitschrift für Vergleichende Rechtswissenschaft (de) et dans d'autres revues juridiques, il a beaucoup aidé à faire progresser l'histoire comparée du droit.

## Récompenses et distinctions
- Doctorat honoris causa de l'université de Chicago (1904).